# Antōnīs Antōniou (1970)
Antōnīs Antōniou (in greco: Αντώνης Αντωνίου; Limisso, 25 luglio 1970) è un ex calciatore cipriota, di ruolo centrocampista.

## Carriera
Nel 1995 ha disputato 1 incontro con la nazionale cipriota.